# Стороженко Руслан Валерійович
Руслан Валерійович Стороженко (псевдо Творецький, Творець; 30 квітня 1996, с. Голяки — 19 березня 2023) — український військовик-доброволець і громадський діяч, засновник організації «Моя мовна стійкість», загинув на російсько-українській війні. Кавалер ордену «За мужність» III ступеня (2023, посмертно)

## Життєпис
Після закінчення Іванівської ЗОШ вступив до Черкаського економічно-правового коледжу на спеціальність «Товарознавство в митній справі», який закінчив з відзнакою і продовжив заочно навчання в Полтавському університеті економіки і торгівлі. Працював у Києві помічником керівника підприємства «Ремонтно-будівельний комплекс».
Із перших днів російського вторгнення пішов добровольцем захищати Україну. Служив старшим матросом під псевдонімом Творецький, друзі називали його «Творець».
Загинув 19 березня. Похований на Алеї Героїв у Корсуні, де від 2020 року проживає його мати Світлана Василівна.

## Громадська діяльність
Руслан Стороженко заснував ініціативу «Моя мовна стійкість», суттю якої було поширення української мови та виховання мовної стійкості українців.. Також «Моя Мовна Стійкість» допомагає громадянам України, які спілкуються російською у побуті, перейти на українську мову. У 2021 році «Моя Мовна Стійкість» запустила всеукраїнську акцію «Бізнес говорить українською».
Руслан Стороженко був одним із провідних активістів київського осередку «Національного Альянсу» й підтримував патріотичний дитячий табір «Поклик Яру», щороку організовував військово-патріотичні табори «Холодний Яр». Також був учасником наймасовішої в Україні спортивно-патріотичної теренової гри «Гурби-Антонівці», яка щороку проходить між селами Смига Рівненської області й Антонівці, що на Тернопільщині.

## Нагороди
- Орден «За мужність» III ступеня (2023, посмертно) «за особисту мужність, виявлену у захисті державного суверенітету та територіальної цілісності України, самовіддане виконання військового обов'язку»[1]